# Петрозаводск (судно, 1980)
«Петрозаводск» — морское судно, транспортный рефрижератор. Построен в Дании в 1980 году как «Заполярье». 11 мая 2009 года сел на мель у острова Медвежий (Норвегия), Баренцево море. Экипаж спасён.

## Авария
11 мая 2009 года рефрижератор «Петрозаводск» в условиях густого тумана в 7:00 сел на мель на южной оконечности острова Медвежий 74°22′07″ с. ш. 19°05′05″ в. д. и в 08:28 подал сигнал бедствия.
В 11:30 экипаж был снят с терпящего бедствие судна норвежским вертолётом и затем доставлен в Хаммерфест, Норвегия. Пострадавших нет.
В спасательной операции принимали участие российские рыболовные суда «Баскунчакский», «Рубин», «Лубовский», «Ветлуга», судно береговой охраны Норвегии «Svalbard» и два норвежских вертолёта.

## Расследование причин аварии
Капитан судна и старший помощник были арестованы норвежской стороной немедленно после эвакуации. Капитан, на основании исследования образцов крови, был обвинён в пьянстве, помощник — в пьянстве и в сне во время несения вахты. Позднее капитан был осуждён в Тромсё на 18 дней, помощник — на 40 дней тюремного заключения.

## Экологические последствия
В момент аварии на судне находились 54 тонны опасных химикатов, в том числе 40 тонн топлива. В районе аварии расположен птичий заповедник. 14 мая поступили сообщения об обнаружении пострадавших птиц.
Для обеспечения экологической безопасности района аварии владелец судна подрядил компанию «Titan Salvage». В работе по устранению утечек были задействованы буксир «Havservice 1» и судно снабжения «Beta».
В августе 2009 года состоялась повторная экспедиция «Titan Salvage» для контроля ситуации. Работы по удалению остававшегося на борту топлива, фреона и красителей были проведены под наблюдением норвежской береговой охраны.